# Ninigi-no-Mikoto

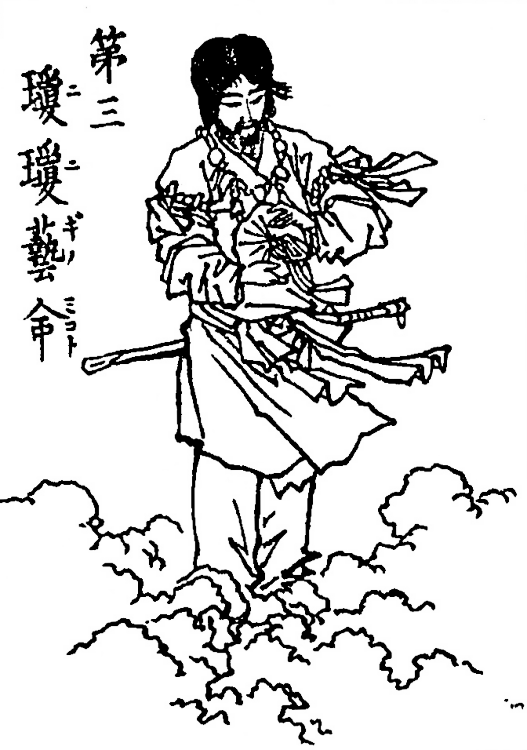

Ninigi-no-Mikoto (瓊瓊杵尊 ({{{2}}}?)), noto anche come Ame-nigishi-kuni-nigishi-amatsuhiko-hiko-ho-no-ninigi-no-Mikoto (天邇岐志国邇岐志天津日高日子番能邇邇芸命), è una figura della mitologia giapponese marito di Konohanasakuya-hime, figlio di Ame-no-oshihomimi-no-mikoto (天忍穗耳尊) e Takuhadachijihime-no-mikoto (栲幡千千姫命) e nipote di Amaterasu, che lo inviò sulla Terra, Tenson kōrin, per piantarvi il riso. Secondo la tradizione, Jimmu, primo imperatore del Giappone, era suo pronipote.